# Makoto Hasebe
Makoto Hasebe (長谷部 誠, Hasebe Makoto, Fujieda (Shizuoka, 18 januari 1984) is een Japans betaald voetballer die doorgaans in de verdediging speelt. Hij verruilde 1. FC Nürnberg in juli 2014 voor Eintracht Frankfurt. Hasebe was van 2006 tot en met 2018 international in het Japans voetbalelftal, waarvoor hij 114 interlands speelde en twee keer scoorde.

## Clubcarrière
Hasebe werd als speler van Urawa Red Diamonds in 2004 verkozen tot een van de beste elf spelers uit de J1 League van dat seizoen. Een jaar later greep hij met zijn team zowel de J.League Cup als de Emperor's Cup, die hij het jaar daarna weer won. Hasebe werd met Urawa in 2006 vervolgens Japans landskampioen en in 2007 winnaar van de AFC Champions League. In zijn tweede jaar bij Wolfsburg werd hij Duits landskampioen 2008/09.
Hasebe maakte als basisspeler deel uit van de ploeg van Eintracht Frankfurt, die op zaterdag 19 mei 2018 de DFB-Pokal won door in de finale FC Bayern München met 3–1 te verslaan. Het was de eerste grote prijs voor de club in dertig jaar.

## Interlandcarrière
Hasebe debuteerde op 10 februari 2006 in het Japans voetbalelftal, tijdens een oefeninterland tegen het Amerikaans voetbalelftal. Hasebe werd niet geselecteerd voor het WK 2006, maar vier jaar later door bondscoach Takeshi Okada wel meegenomen naar het WK 2010. Daar stond hij in alle vier de wedstrijden van Japan als aanvoerder in de basis. In de met 5-3 verloren penaltyreeks in de achtste finale tegen Paraguay, schoot Hasebe nog wel een strafschop binnen. Hasebe was daarna ook actief op het WK 2014 en het WK 2018. Na het laatste toernooi beëindigde hij zijn interlandloopbaan.

## Statistieken

### Clubs
| seizoen | Club                | Competitie | Duels | Goals |
| ------- | ------------------- | ---------- | ----- | ----- |
| 2003    | Urawa Red Diamonds  | J-League   | 28    | 2     |
| 2004    | Urawa Red Diamonds  | J-League   | 27    | 5     |
| 2005    | Urawa Red Diamonds  | J-League   | 31    | 2     |
| 2006    | Urawa Red Diamonds  | J-League   | 32    | 2     |
| 2007    | Urawa Red Diamonds  | J-League   | 31    | 1     |
| 2007/08 | VfL Wolfsburg       | Bundesliga | 16    | 1     |
| 2008/09 | VfL Wolfsburg       | Bundesliga | 25    | 0     |
| 2009/10 | VfL Wolfsburg       | Bundesliga | 23    | 1     |
| 2010/11 | VfL Wolfsburg       | Bundesliga | 23    | 0     |
| 2011/12 | VfL Wolfsburg       | Bundesliga | 23    | 1     |
| 2012/13 | VfL Wolfsburg       | Bundesliga | 23    | 2     |
| 2013/14 | VfL Wolfsburg       | Bundesliga | 1     | 0     |
| 2013/14 | 1. FC Nürnberg      | Bundesliga | 14    | 0     |
| 2014/15 | Eintracht Frankfurt | Bundesliga | 33    | 0     |
| 2015/16 | Eintracht Frankfurt | Bundesliga | 32    | 1     |
| 2016/17 | Eintracht Frankfurt | Bundesliga | 22    | 1     |
| 2017/18 | Eintracht Frankfurt | Bundesliga | 24    | 0     |
| 2018/19 | Eintracht Frankfurt | Bundesliga | 28    | 0     |
| 2019/20 | Eintracht Frankfurt | Bundesliga | 3     | 0     |
|         |                     | Totaal     | 439   | 19    |

### Interlands
| Japans voetbalelftal | Japans voetbalelftal | Japans voetbalelftal |
| Jaar                 | Wed.                 | Dlp.                 |
| -------------------- | -------------------- | -------------------- |
| 2006                 | 6                    | 0                    |
| 2007                 | 0                    | 0                    |
| 2008                 | 10                   | 0                    |
| 2009                 | 11                   | 1                    |
| 2010                 | 10                   | 0                    |
| 2011                 | 15                   | 1                    |
| 2012                 | 11                   | 0                    |
| 2013                 | 14                   | 0                    |
| 2014                 | 6                    | 0                    |
| 2015                 | 12                   | 0                    |
| 2016                 | 9                    | 0                    |
| 2017                 | 2                    | 0                    |
| 2018                 | 8                    | 0                    |
| Totaal               | 114                  | 2                    |

## Erelijst
| Competitie           |                    |                    |                    |                    |
| Competitie           | Aantal             | Jaren              |                    |                    |
| Urawa Red Diamonds   | Urawa Red Diamonds | Urawa Red Diamonds | Urawa Red Diamonds | Urawa Red Diamonds |
| -------------------- | ------------------ | ------------------ | ------------------ | ------------------ |
| AFC Champions League | 1x                 | 2007               |                    |                    |
| Kampioen J1 League   | 1x                 | 2006               |                    |                    |
| Emperor's Cup        | 2x                 | 2005, 2006         |                    |                    |
| J.League Cup         | 1x                 | 2003               |                    |                    |
| Xerox Supercup       | 1x                 | 2006               |                    |                    |
| VfL Wolfsburg        |                    |                    |                    |                    |
| Kampioen Bundesliga  | 1x                 | 2008/09            |                    |                    |
| Eintracht Frankfurt  |                    |                    |                    |                    |
| DFB-Pokal            | 1x                 | 2017/18            |                    |                    |
| Japan                |                    |                    |                    |                    |
| Aziatisch kampioen   | 1x                 | 2011               |                    |                    |